# Oszlopó-forrás
Az Oszlopó-forrás egy forrás, amely a Duna–Ipoly Nemzeti Parkban, a Börzsönyben található.

## Leírása
A börzsönyi Nagy-völgyben, Bernecebarátiban fakad.
A forrást a Budapesti Orvosok Turista Egyesülete 1931. május 31-én adta át, amelyet dr. báró Korányi Frigyes emlékére foglaltak. Deszkáspuszta erdésze vállalta a forrás környékének parkosítását. A forrásavatáson részt vettek fiai, dr. báró Korányi Sándor és dr. báró Korányi Frigyes a család nevében. Zsitvay Tibor igazságügy-miniszter, Karafiáth Jenő az Országos Testnevelési Tanács elnöke, dr. Prém Lóránt a Magyar Hegymászók Egyesülete képviseletében. 1995-ben a 153. sz. Dr. Dornyay Béla Cserkészcsapat újította fel a forrást.